# Corte Constitucional del Ecuador
La Corte Constitucional del Ecuador, según lo establecido en la Constitución de 2008, es el máximo órgano de control, interpretación y administración de justicia constitucional. Es un órgano autónomo e independiente de los demás órganos del poder público con jurisdicción a nivel nacional. Tiene su sede en la ciudad de Quito.

## Objetivos
La Corte Constitucional del Ecuador tiene la misión de garantizar la vigencia y supremacía de la Constitución así como el pleno ejercicio de los derechos constitucionales y garantías jurisdiccionales.
Su accionar se basa en 5 ejes fundamentales: 
1. Transparencia e independencia
2. Cero corrupción
3. Celeridad
4. Sentencias de calidad
5. Continuidad de la institucionalidad[1]

## Antecedente histórico
Desde la Constitución de Ecuador de 1945 existe justicia constitucional especializada y jerarquizada en el Ecuador. Inicialmente se denominaba Tribunal de Garantías Constitucionales, y su integración tenía origen corporativista. Posteriormente, durante una enmienda constitucional a la Constitución de Ecuador de 1979 lo transformó en Tribunal Constitucional, con integración de origen legislativo.
Tras su creación en el 2008, este órgano reemplazó al antiguo Tribunal Constitucional, de conformidad a lo dispuesto en la quinta disposición transitoria de la Constitución de Ecuador de 2008, con la cual todos los bienes del antiguo Tribunal se transfirieron a la Corte, así como su personal de funcionarios y empleados.
También se dispuso que el Registro Oficial se transforme en una empresa pública dependiente de la Corte Constitucional, hecho aún no cumplido a 2020. En 2019, la Corte Constitucional resolvió que el Registro Oficial sea totalmente digital, desde el 2 de enero de 2020, no se imprime este diario oficial de Ecuador.

## Características establecidas en la Constitución de Ecuador de 2008
La Corte Constitucional está regulada en el segundo capítulo del Título IX de la Constitución que trata acerca de la supremacía constitucional, específicamente entre los artículos del 429 al 440. La Corte Constitucional estará integrada por nueve miembros que ostentan el título de juezas o jueces que ejercerán sus funciones en plenario y en salas de acuerdo con la ley. Desempeñarán sus cargos por un periodo de nueve años, sin reelección inmediata y serán renovados por tercios cada tres años.
Se integra por Salas de: Admisión, Resolución y Selección de causas. por la Ley de Orgánica de Garantías Jurisdiccionales y Control Constitucional, la cual especifica la estructura de la administración de justicia constitucional.
La Corte Constitucional gozará de autonomía administrativa y financiera. La ley determinará su organización, funcionamiento y los procedimientos para el cumplimiento de sus atribuciones.

### Garantía de la estabilidad de sus integrantes
Los miembros de la Corte Constitucional no estarán sujetos a juicio político ni podrán ser cesados por quienes los designen. No obstante, estarán sometidos a los mismos controles que el resto de autoridades públicas y responderán por los demás actos u omisiones que cometan en el ejercicio de sus funciones.
Su destitución será decidida por las dos terceras partes de los miembros de la Corte Constitucional. El procedimiento, los requisitos y las causas se determinarán en la ley.

## Secuencia de su integración
El Régimen de Transición establecido en la Constitución estatuye que se sortee los tres jueces cuyo período iba a ser de tres años, otro grupo de seis años y otro tercio, completaría el primer ciclo de nueve años establecido en la Constitución. 

### Proceso de integración 2009
En 2008, tan pronto se aprobó la nueva Constitución, el Tribunal Constitucional sesionó y resolvió permanecer a cargo de la justicia constitucional en calidad de Corte Constitucional de Transición. Las funciones del Estado realizaron el proceso de selección en 2009. La mayoría de integrantes eran parte de la Corte Constitucional de Transición.

### Primera renovación 2012
En 2012 se realizó un nuevo proceso de selección de autoridades, resultando en una Corte integrada por algunos jueces que ya formaban parte de la anterior Corte, así como nuevos integrantes.
Se ratificó en sus cargos a los jueces Patricio Pazmiño Freire, Ruth Seni Pinoargote, Manuel Viteri Olvera y Édgar Zárate.
Una de las nuevas integrantes fue Pamela Martínez, quien es parte también de la trama Sobornos 2012-2016.

### Segunda renovación 2015
Se realizó una segunda renovación en 2015.

### Conformación 2019 - 2022
En agosto de 2018, durante el gobierno de Lenín Moreno, se decidió destituir por medio del Consejo de Participación Ciudadana y Control Social Transitorio a todos los miembros de la Corte Constitucional, los cuales fueron nombrados durante el período de Rafael Correa, dejando por resolver un gran número de asuntos. A principios de 2019, todavía no se había nombrado a sustitutos.
En noviembre de 2019, el presidente de la Corte, Hernán Salgado, resolvió las acciones constitucionales acerca del Decreto Ejecutivo 813, que reformó el Reglamento General a la Ley Orgánica de Servicio Público que establece la compra de renuncia obligatoria.

### Primera renovación 2022 - Conformación 2022 - 2025
El 7 de febrero de 2022, en las instalaciones de la Corte Constitucional, se realizó el sorteo para la primera renovación a los miembros de la conformación que entraron en funciones el 2019. Salieron sorteados los jueces constitucionales Hernán Salgado Pesántes, hasta entonces presidente del organismo, así como Agustín Grijalva Jiménez y Ramiro Avila Santamaría.
El 10 de febrero la Asamblea Nacional posesionó a los nuevos jueces constitucionales, designados por la Comisión Calificadora conformada para ese efecto: Alejandra Cárdenas Reyes, Jhoel Escudero Soliz y Richard Ortiz Ortiz.

### Segunda Renovación 2025 - Conformación 2025 - 2028
El 10 de marzo de 2025, en las instalaciones de la Corte Constitucional, se realizó el sorteo para la segunda renovación a los miembros de la conformación que entraron en funciones el 2019. De este acto público salieron sorteados las juezas constitucionales Carmen Corral Ponce y Daniela Salazar Marín; y, el juez constitucional Enrique Herrería Bonnet.

## Centro de Estudios y Difusión del Derecho Constitucional (CEDEC)
El Centro de Estudios y Difusión del Derecho Constitucional (CEDEC) fue creado mediante el artículo 202 de la Ley Orgánica de Garantías Jurisdiccionales y Control Constitucional, para constituirse como el brazo académico de la Corte Constitucional del Ecuador. Su mandato legal consiste en promover y coordinar la realización de estudios e investigaciones jurídicas y difundir el derecho constitucional y la labor jurisprudencia de la Corte, por cuanto las áreas del derecho a las que se dedica son: teoría del derecho, derecho constitucional ecuatoriano, derecho constitucional comparado, derechos humanos e historia del derecho constitucional ecuatoriano.

## Miembros de la Corte

### Conformación 2025 - 2028
| Juez                             | Ciudad            | Edad    | Rol                                               |
| -------------------------------- | ----------------- | ------- | ------------------------------------------------- |
| Andrade Quevedo, Karla Elizabeth | Quito, Pichincha  | 41 años | Jueza y vicepresidenta de la Corte Constitucional |
| Benavides Ordóñez, Jorge         | Loja, Loja        |         | Juez                                              |
| Cárdenas Reyes, Alejandra        | Quito, Pichincha  | -       | Jueza                                             |
| Escudero Soliz, Jhoel Marlin     | Guaranda, Bolívar | 42 años | Presidente de la Corte Constitucional (2025-2028) |
| Lozada Prado, Alí Vicente        | Archidona, Napo   | 50 años | Juez                                              |
| Nuques Martínez, Hilda Teresa    | Guayaquil, Guayas | -       | Jueza                                             |
| Ortiz Ortiz, Richard             | Quito, Pichincha  | -       | Juez                                              |
| Salgado Levy, Claudia            | Quito, Pichincha  | -       | Jueza                                             |
| Terán Suárez, José Luis          | Ibarra, Imbabura  | -       | Juez                                              |

### Conformación 2022 - 2025
| Juez                             | Ciudad            | Edad    | Rol                                                   |
| -------------------------------- | ----------------- | ------- | ----------------------------------------------------- |
| Andrade Quevedo, Karla Elizabeth | Quito, Pichincha  | 41 años | Jueza                                                 |
| Cárdenas Reyes, Alejandra        | Quito, Pichincha  | -       | Jueza                                                 |
| Corral Ponce, Carmen             | Cuenca, Azuay     | -       | Vicepresidenta de la Corte Constitucional (2022-2025) |
| Escudero Soliz, Jhoel Marlin     | Guaranda, Bolívar | 42 años | Juez                                                  |
| Lozada Prado, Alí Vicente        | Archidona, Napo   | 50 años | Presidente de la Corte Constitucional (2022-2025)     |
| Nuques Martínez, Hilda Teresa    | Guayaquil, Guayas | -       | Jueza                                                 |
| Ortiz Ortiz, Richard             | Quito, Pichincha  | -       | Juez                                                  |
| Salazar Marín, Daniela           | Quito, Pichincha  |         | Jueza                                                 |
| Herrería Bonnet, Pablo Enrique   | Guayaquil, Guayas | 73 años | Juez                                                  |

### Conformación 2019 - 2022
| Juez                             | Ciudad            | Edad    | Rol                                                                           |
| -------------------------------- | ----------------- | ------- | ----------------------------------------------------------------------------- |
| Andrade Quevedo, Karla Elizabeth | Quito, Pichincha  | 41 años | Jueza                                                                         |
| Avila Santamaría, Ramiro         | Quito, Pichincha  |         | Juez                                                                          |
| Corral Ponce, Carmen Fabiola     | Cuenca, Azuay     | -       | Jueza                                                                         |
| Grijalva Jiménez, Agustín        | Quito, Pichincha  | -       | Juez                                                                          |
| Herrería Bonnet, Pablo Enrique   | Guayaquil, Guayas | 73 años | Juez                                                                          |
| Lozada Prado, Alí Vicente        | Archidona, Napo   | 50 años | Juez                                                                          |
| Nuques Martínez, Hilda Teresa    | Guayaquil, Guayas | -       | Jueza                                                                         |
| Ortiz Ortiz, Richard             | Quito, Pichincha  | -       | Juez                                                                          |
| Salazar Marín, Daniela           | Quito, Pichincha  |         | Jueza y vicepresidenta de la Corte Constitucional para el periodo 2019 - 2022 |
| Salgado Pesantez, Hernán         | Cuenca, Azuay.    |         | Juez y presidente de la Corte Constitucional para el periodo 2019 - 2022      |